# Додеканезка операция
Додеканезката операция (8 септември – 22 ноември 1943 г.) е военна операция на Вермахта в хода на Втората световна война, след изземването на стратегическата инициатива от Съюзниците в края на 1942 – началото на 1943 г. Провежда се на Додеканезите в Егейско море. В крайна сметка тя става конкретен повод за провеждането на Техеранската конференция (28 ноември – 1 декември 1943 г.).

## Предистория
На 25 юли 1943 г. италианският фашистки диктатор Бенито Мусолини е свален след „дворцов“ заговор от фашистките му съратници и крал Виктор Емануил III, като впоследствие е незабавно арестуван и е назначено ново правителство, начело с маршал Пиетро Бадолио. То започва тайни преговори със съюзниците и на 3 септември в Италия в Касибиле (сицилианско село) е подписано Примирие на Италия с антихитлеристката коалиция между новото италианско правителство от една страна и СССР и западните англо-американски съюзници от друга, предвиждащо прекратяване на участието на Италия на страната на Нацистка Германия във войната и задължение на Италия да участва във войната на съюзническа страна против Германия.
Британски и американски части стъпват на италианския материк, след като предходно са овладяли Сицилия. Италия скъсва отношенията си с Германия и ѝ обявява война на 13 октомври 1943. Додеканезките острови към този момент, считано от 1912 г. след тогавашната Итало-турска война, са владение на Италия и на островите са разположени италиански войски. Тези италиански части и техните гарнизони, под командването на адмирал Иниго Кампиони и командира на морския гарнизон на Лерос адмирал Луиджи Маскерпа, признават новото италианско правителство и съгласно новите условия се подготвят за офанзива срещу германско нахлуване, което е било очаквано от италианското командване.
Малко по-късно на Додеканезите започват да се настаняват и английски войски – от 14 септември, когато 11-и английски парашутен батальон е стоварен на остров Кос. Маршал Пиетро Бадолио, настанил се вече с върховното италианско командване в Бриндизи в Южна Италия, е известен с радиограма от командващия италианските войски в Додеканезите, намиращ се на остров Родос, че войските са готови за контраатака и очакват заповед от италианското върховно командване (на италиански: Comando suppremo). Бадолио, който се подготвя да отива на посещение в Малта за подписване на дългия текст на примирието (тъй като на 3 септември е подписан краткия текст), се допитва до съюзническото командване относно съвместна итало-съюзническа отбрана на Додеканезките острови, като съюзниците одобряват идеята на 15 септември 1943 г., след като съветския представител в Съюзническата контролна комисия за примирието за Италия Андрей Вишински също се изказва за незабавна италианско-съюзническа контраофанзива в Егейско море.
В следващите дни други британски части заемат и останалите Додеканезки острови. Адмиралите Кампиони и Маскерпа, които вследствие на заповедите на италианското командване, съвместно със съюзническите войски, започват с италианските войски, съставени от части на 5-а моторизирана пехотна дивизия „Кунео“ и 50-а моторизирана дивизия „Реджина“ (както и поделения на италианските военноморски сили), бойни действия с помощта на италианската брегова артилерия срещу опита на германски части да дебаркират на островите, като в същото време италианските мотопехотинци от дивизията Кунео и английските парашутисти провалят германските опити за дебаркиране и на останалите острови от Додеканезкия архипелаг. Германците са изненадани и съвършено неподготвени за такъв развой на събитията. Едва в края на септември те се съвземат и са в състояние да започнат операции от 1 октомври с цел възвръщане контрола на Оста над тези острови.

## Битка за остров Родос
При обявяването на примирието италианските гарнизони на повечето Додеканезки острови или искат да сменят страната и да се бият срещу Германия, или да се приберат у дома. Предвиждайки италианското примирие, германските сили, базирани предимно в континентална Гърция, са прехвърлени на много от островите, за да държат по контрол. Германските сили са част от Група армии Е, командвана от генерал на Луфтвафе Александър Льор. Най-значителната германска сила в Додеканезите е щурмова дивизия Родос, командвана от генерал-лейтенант Улрих Клеман, с личен състав наброяващ 7500 войници. Подразделението се формира през лятото на 1943 г. на остров Родос – административен център на Додеканезите, който със своите три военни летища е стратегически както за германцие, така и за съюзниците.
На 8 септември 1943 г. италианският гарнизон на остров Кастелоризо се предава на британски отряд, подсилен през следващите дни от кораби на съюзническите флоти. На следващия ден британска делегация, оглавявана от лорд Джон Джелико, е спусната с парашут на Родос, за да убеди италианския командир адмирал Иниго Кампиони да се присъедини към съюзниците. Бързите дейсвия на германците в района провалят усилията на съюзниците. Без да чака италианците да вземат решение, Клеман атакува 40-хилядния италиански гарнизон на 9 септември и го принуждава да се предаде до 11 септември. Загубата на Родос е тежък удар по плановете на съюзниците. Успехите на германските сили убеждават 10 000 италианци в Егейско море да продължат да ги подкрепят.
Въпреки неуспеха, британското върховно командване продължава с окупацията на другите острови, особено трите по-големи – Кос, Самос и Лерос. Съюзниците са наясно, че германските сили в района са недостатъчни, докато те самите се радват на превъзходство по море и въздух, осигурено от 7-ма ескадрила на Южноафриканските военно-въздушни сили и 74-та ескадрила на Кралските военно-въздушни сили в Кос. Счита се, че от тези острови, с италианско сътрудничество, в крайна сметка може да бъде предприето нападение срещу Родос. От 10 до 17 септември съюзническите сили окупират островите Кос, Калимнос, Самос, Лерос, Сими, Кастелоризо и Астипалая, подкрепяни от кораби на Кралския флот и Кралския гръцки флот. Германците бързо се мобилизират. Към 19 септември Карпатос, Касос и окупираните от Италия острови Споради и Циклади са вече в германски ръце. На 23 септември на 22-ра пехотна дивизия под командването на генерал-лейтенант Фридрих-Вилхелм Мюлер, разположена на Крит, е заповядано да превземе Кос и Лерос

## Битка за остров Кос
След като определя жизненоважната роля на единственото летище на съюзниците при Кос, Луфтвафе го бомбардира на 18 септември. Немските военно-въздушни сили в района на Егейско море са усилени, като до 1 октомври достигат 362 оперативни самолета. Британските сили на Кос наброяват около 1500 души, 680 от които войници, останалите са предимно персонал на Кралските военно-въздушни сили. Подкрепят ги и 3500 италианци от 10-ти полк, 50-та пехотна дивизия Regina. На 3 октомври германците осъществяват операция „Полярна мечка“ – десант по въздух и море, като достигат покрайнините на град Кос по-късно същия ден. Британците се оттеглят под прикритието на нощта и се предават на следващия ден. Падането на Кос е сериозен удар за съюзниците, защото лишава от жизненоважно въздушно прикритие. В германски плен попадат 1388 британци и 3145 италианци. На 4 октомври германските войски извършват военно престъпление, екзекутирайки заловения италиански командир на острова полковник Феличе Леджо и близо 100 от неговите офицери.

## Битка за остров Лерос
След падането на Кос италианският гарнизон на остров Калимнос се предава и по този начин осигурява на германците удобна база за операции срещу Лерос. Изпълнението на Операция „Леопард“ от страна на немците, първоначално е планирано за 9 октомври е осуетено от страна на Кралският флот, който на 7 октомври прихваща и унищожава германския конвой, насочен към Кос. Няколкостотин войници и повечето от германските тежки десантни плавателни съдове са изгубени. Едва на 5 ноември германците успяват да съберат флот от 24 леки пехотни десантни плавателни съда. За да се избегне прихващане от съюзническите военноморски сили, те са разпръснати сред няколко острова в Егейско море и замаскирани. Въпреки усилията на съюзниците да локализират и потопят десантния флот, както и многократните обстрели на пристанищата на контролираните от германците острови, загубите на немските сили са несъществени и успяват да концентрират достатъчно ресурс за нашествие под командването на генерал-лейтенант Мюлер. Операция „Тайфун“ е насрочена за 12 ноември.
Германските сили, на които е възложен изпълнението на операцията се състоят от персонал от всички клонове на Вермахта, включително ветерани от 22-ра пехотна дивизия, парашутен батальон Фалширмйегер и батальон за амфибийни операции Küstenjäger от подразделенията за специална операция Бранденбург-800. Съюзническият гарнизон на Лерос се състои от по-голямата част от 234-та пехотна бригада с около 3000 мъже от 2-ри кралски ирландски фузилери, командвани от подполковник Морис Френч, Четвърти кралски полк (Източен Кент), Първи кралски полк (Ланкастър) и Втора рота от Втори кралски полк (Западен Кент). Британските сили са подкрепяни от 8500 италианци, предимно военоморски персонал, под командването на адмирал Луиджи Машерпа.
От 26 септември Луфтвафе започва да бомбардира Лерос, като причинява причинила значителни жертви и щети на защитниците на острова и разположените там военноморски сили. В ранните часове на 12 ноември немските десантни сили, разделени на две групи, атакуват острова от изток и запад. Въпреки неуспехите в някои райони, германците установяват плацдарм. Въздушния десант също е успешен. След като отблъскват контраатаките на съюзниците и след като са подсилени на следващата нощ, германците овладяват острова. Съюзническите сили се предават на 16 ноември. Германците претърпяват 520 жертви и пленяват 3200 британски и 5350 италиански войници.

## Операции по море
Тъй като оперативният театър е доминиран от множество острови и съюзниците и германците трябва да разчитат на военноморските си сили за подкрепления и провизии, морският компонент на кампанията е особено изразен. Първоначално морското присъствие от двете страни е слабо, по-голямата част от съюзническите кораби и военните кораби са прехвърлени в централното Средиземноморие в подкрепа на операциите в Италия, докато германците не разполагат с големи военноморски сили в Егейско море. Германците имат въздушно превъзходство, което е причина за серизните загуби на съюзници в кораби. Вицеадмирал Вернер Ланге, главнокомандващ германските военноморски сили на Егейско море, се опитват да подсилят изолираните германски гарнизони и да извърши операции срещу съюзническите гарнизони, като същевременно транспортира италиански военнопленници до континента.
На 23 септември британския ескадрен миноносец „Еклипс“ обстрелва и поврежда торпеден катер и потапя парахода „Гаетано Доницети“ с 1576 италиански пленници на борда. Друго бедствие се случи месец по-късно, когато военно-въздушните сили на съюзниците потапят товарния кораб „Синфра“, който носи на борда си 2389 италиански военнопленници, 71 гръцки военнопленници и 204 германци. Спасени са само 539 души.
На 14 септември гръцката подводница „Кацонис“ е потопена след като е взета на таран от немски кораб. Луфтвафе също действа активно срещу съюниците и на 26 септември, 25 Junkers Ju 88 потапят гръцкия разрушител „Кралица Олга“ и британския разрушител „Интрепид“ при остров Лерос. На 1 октомври е потопен италиански миноносец, а на 9 октомври – британски разрушител. Сериозно повреден е крайцер от Кралския военно-морски флот. В същото време малкия обсег на британските миноносци им пречи да прихванат германския конвой, превозващ сили за атаката срещу остров Кос.
След загубата на Кос и поради липсата на въздушно прикритие, съюзническите флоти се концентрират върху мисии за снабдяване на застрашените острови Лерос и Самос, най-вече под прикритието на нощта. От 22 до 24 октомври два британски кораба попадат в германско минно поле на изток от Калимнос и потъват, докато трети – гръцкия „Адриас“ е повреден и успява да достигне турското крайбрежие, където след импровизиран ремонт отплава за Александрия.
През нощта на 10 срещу 11 ноември един полски и два британски бойни кораба бомбардират Калимнос. Бомбардиран е и Кос, където германските сили се събират за атака срещу Лерос. Германският конвой достигна Лерос на 12 ноември, ескортиран от над 25 кораба, предимно ловци на подводници, торпедни катери и миночистачи. През следващите нощи съюзническия флот не успява да намери и унищожи германските кораби, ограничавайки се до бомбардиране на германските позиции на Лерос. С падането на Лерос на 16 ноември, съюзническите кораби се изтеглят, евакуирайки останалите британски гарнизони. Съюзниците губят шест потопени миноносци и два крайцера и два разрушителя са повредени между 7 септември и 28 ноември 1943 г.

## Последствия
Акцията е британска инициатива в хода на Втората световна война с цел образуване по примера на Първата световна война на Балкански фронт (виж Солунски фронт). В крайна сметка Уинстън Чърчил се проваля в сметките си отново, подобно на грандиозния провал от 1915 г. в битката за Галиполи.
В резултат на британо-италианския провал в тази операция, западните съюзници подписали Атлантическата харта, не успяват да разклатят позицията на Турция по неутралитета ѝ във войната и да реализират стратегическия си замисъл да отворят свой фронт на Балканите, въвличайки и Турция в него. Следствие от провала на операцията западните съюзници и в частност Чърчил „узряват“ за извода, че са неизбежни преговорите и договорките със Сталин за бъдещото преразпределение на света на сфери на влияние и логично се стига до Техеранската конференция в края на 1943 г.
Додоканезката операция е последната военна победа на Вермахта, която в този смисъл има стратегическо отражение, понеже втвърдява позицията на Турция по неутралитета ѝ, като същевременно отрезвява амбициите на Чърчил за бърз реванш във войната срещу Германия. Британските специални служби отново се връщат към познатата си и изпитана тактика от атентата срещу Хайдрих, като за следващата година е планирана друга подобна мащабна евроатлантическа инициатива – операция Валкирия.